# والتر راسيل شو
والتر راسيل شو هو سياسي كندي، ولد في 20 ديسمبر 1887 في كندا، وتوفي في 29 مايو 1981 في تشارلوت تاون في كندا. حزبياً، نشط في حزب المحافظين التقدمي لجزيرة الأمير إدوارد. وقد انتخب رئيس وزراء جزيرة الأمير إدوارد ‏ (16 سبتمبر 1959 – 28 يوليو 1966).